# Ted Strickland
Pour les articles homonymes, voir Strickland.
Theodore Strickland, dit Ted Strickland, né le 4 août 1941, dans le comté de Scioto (Ohio), est un homme politique américain, membre du Parti démocrate, élu du sixième district de l'Ohio à la Chambre des représentants des États-Unis de 1993 à 1995 et de 1997 à 2007 et gouverneur de l'Ohio du 8 janvier 2007 au 10 janvier 2011.

## Biographie

### Enfance et études
Issu d'une famille de neuf enfants, Ted Strickland naît de parents d'ouvriers. Il est en outre le premier enfant de la famille à effectuer des études supérieures. 
Il obtient en 1966 un Master of Arts, ainsi qu'un doctorat en psychologie de l'université du Kentucky en 1980. Il est par ailleurs ministre du culte méthodiste à mi-temps à Portsmouth (Ohio).

### Carrière privée
Ted Strickland travailla comme psychologue à la prison de haute sécurité de Lucasville, fut administrateur de Methodist childrens' home, et professeur de psychologie à la Shawnee State University de Portsmouth, en Ohio.

### Vie politique

#### Représentant de l'Ohio
En 1976, 1978 et 1980, Ted Strickland fut le candidat démocrate au siège de représentant de la sixième circonscription de l'Ohio, perdant à deux reprises contre le titulaire sortant William H. Harsha, puis contre Bob McEwen.
En novembre 1992, il fut de nouveau candidat contre Bob McEwen à la suite du nouveau découpage électoral de la circonscription, a priori moins défavorable aux démocrates. Il l'emporta de justesse avec 3 468 voix d'avance sur plus de 240 000 votants. En 1994, il tenta de renouveler son mandat mais fut battu de peu par le républicain Frank Cremeans. En 1996, Strickland il essaya de reprendre son siège de représentant et l'emporta de justesse. Il fut ensuite réélu en 1998, 2000, 2002, et 2004.

#### Gouverneur de l'Ohio

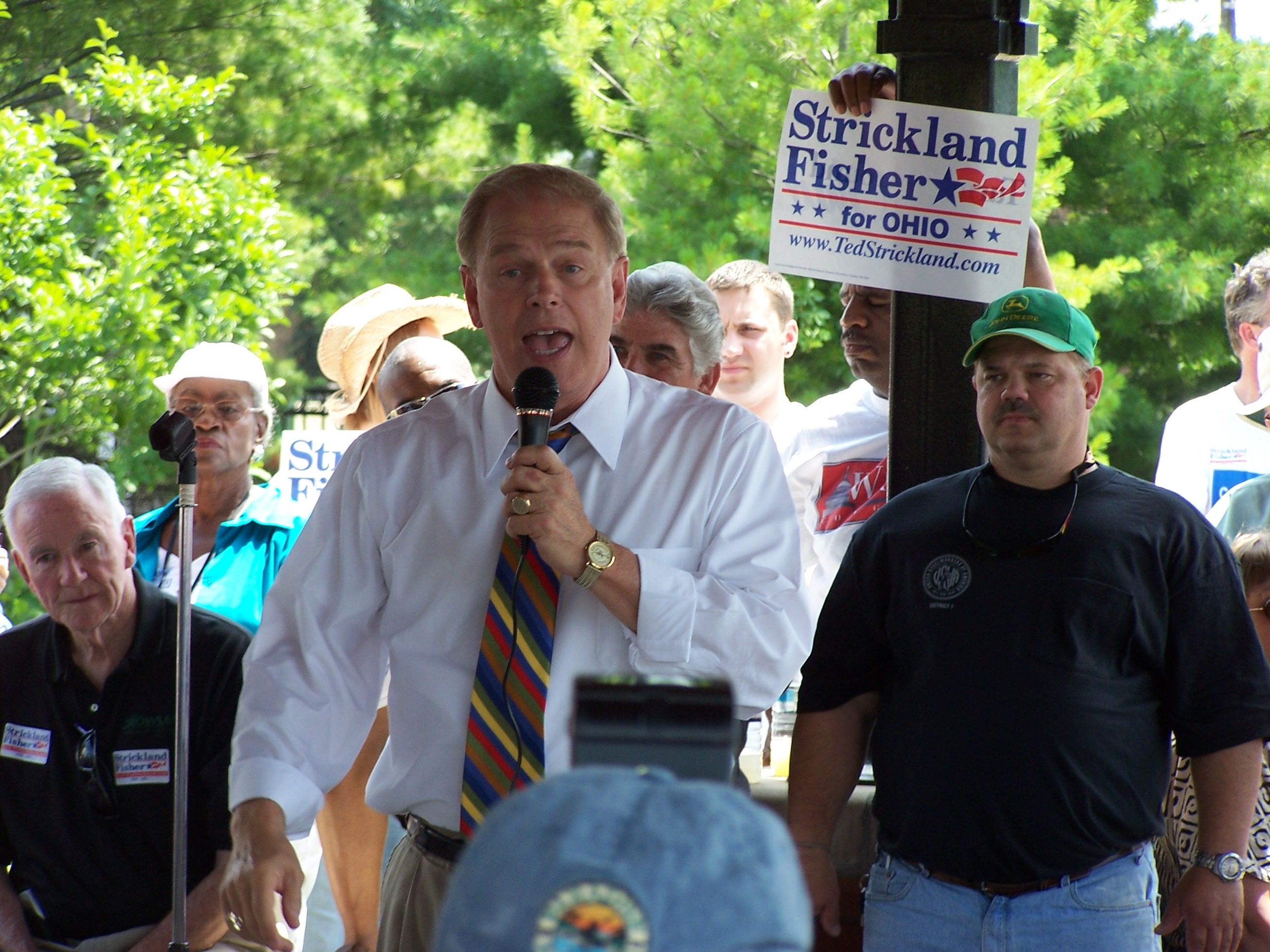
Strickland en campagne à Cincinnati, en 2006.

En 2006, il est le candidat démocrate au poste de gouverneur de l'Ohio, pour succéder au républicain Bob Taft, qui ne pouvait se représenter. Ted Strickland fait face au secrétaire d'État de l'Ohio, le républicain Afro-Américain Ken Blackwell, à l'économiste libertarien Bill Peirce et à l'écologiste Bob Fitrakis. Il bénéficie du soutien des maires des plus grandes villes de l'Ohio, Cincinnati, Cleveland, Columbus, Dayton, Toledo, et Youngstown.
Le 7 novembre 2006, il est élu avec 60 % des voix contre 37 % à Ken Blackwell. Il entre en fonction le 8 janvier 2007.
À l'issue de son mandat, Ted Strickland, vu comme progressiste, décide de se représenter pour le poste de gouverneur. Le 2 novembre 2010, il est cependant battu par le républicain John Kasich (47 % pour le démocrate contre 49 % pour Kasich).

#### Candidature au Sénat fédéral
Aux élections sénatoriales de 2016, Strickland est le candidat du camp démocrate. Il tente de battre le républicain sortant Rob Portman, et reçoit à cette occasion le soutien de l'ancien président Bill Clinton. Il est battu par le sénateur républicain par 59 % des suffrages contre 36 %.